# Strauch (Simmerath)
Strauch ist ein nördlicher Gemeindeteil der nordrhein-westfälischen Gemeinde Simmerath in der Städteregion Aachen im Regierungsbezirk Köln. 

## Geographie
Unmittelbar im Osten schließt sich der Simmerather Ortsteil Steckenborn an. Zwischen Strauch und Steckenborn liegt der kleine Ortsteil Weidenbroich. Westlich von Rollesbroich fließen der Tiefenbach und der Bühlersbach.

## Geschichte
Um 1560 gehört Strauch zur Simmerather Pfarrei. Später gehört Strauch zum Amt Kesternich im Kreis Monschau.
Bis Ende 1971 gehörte Strauch als eigenständige Gemeinde zum ebenfalls aufgelösten Kreis Monschau (siehe Aachen-Gesetz). Am 1. Januar 1972 wurde der Ort nach Simmerath eingemeindet.

## Kultur und Sehenswürdigkeiten
Im Ort befindet sich die Katholische Pfarrkirche St. Matthias aus den Jahren 1921/23.

### Vereine
Blasmusikvereinigung Strauch e. V.
Trommler- und Pfeiferkorps 1929 Strauch e. V.
Tennisclub Blau-Weiß e. V.
Die Freiwillige Feuerwehr Simmerath unterhält in Strauch eine Löschgruppe.
Darüber hinauz ist der Fußballverein RSV Hertha Strauch ein langjähriger Bestandteil des Ortes.

## Wirtschaft und Infrastruktur

### Verkehr
Der Ort liegt an der L 246 zwischen Nideggen (Kreis Düren) und Simmerath-Mitte. Die nächste Anschlussstelle ist Aachen-Brand an der A 44.
Die AVV-Buslinien 68, 88, SB 63 und SB 88 der ASEAG verbinden Strauch mit Simmerath, Nideggen, Rurberg und Aachen, wobei die Linie SB 63 nicht die Ortsmitte bedient. In den Nächten vor Samstagen sowie Sonn- und Feiertagen sorgt eine Nachtbuslinie für Verbindungen aus Richtung Aachen.
| Linie | Verlauf |
| ----- | --- |
| 68    | (Lammersdorf – Witzerath – Rollesbroich –) Simmerath – (Kesternich –) Strauch – Steckenborn – Woffelsbach – Rurberg (– Einruhr) |
| 88    | Schmidt – Steckenborn – Strauch – Kesternich – Simmerath Eifelklinik – Simmerath Bushof |
| SB63  | Schnellbus: Aachen Bushof – Elisenbrunnen – Misereor – Aachen Hbf – Marienhospital – Burtscheid – Oberforstbach Gewerbegebiet (– Rott) – Roetgen – Lammersdorf – (Paustenbach – Bickerath) / (Rollesbroich – Strauch Am Roßbach) – Simmerath |
| SB88  | Schnellbus: Nideggen – Brück – Schmidt – Strauch – (Kesternich –) Simmerath |
| N60   | Während der Sperrung der B258 kann der Nachtexpress in Konzen nur die Haltestellen Konzen Bf. und Breitestr. bedienen. Aus Zeitgründen kann Imgenbroich nicht bedienen. Nachtexpress: nur in den Nächten vor Samstagen sowie Sonn- und Feiertagen Aachen Hauptbahnhof → Elisenbrunnen → Aachen Bushof → Kaiserplatz → Josefskirche → Bf Rothe Erde → Forst → Brand → Kornelimünster → Walheim → Hahn → Rott → Roetgen → Lammersdorf → Rollesbroich → Witzerath → Simmerath → Strauch Am Roßbach → Kesternich → Am Gericht → Konzen Breitestr. → Konzen Bf. → Roetgen → Friesenrath → Walheim |

### Wasserspeicherkraftwerk
Trianel plante zwischen Schmidt und Strauch ein Pumpspeicherkraftwerk mit einer Leistung von 640 Megawatt. Das Projekt wurde 2013 wieder verworfen.

## Bildung
Der Ort verfügt über einen Kindergarten. Die Gemeinschaftsgrundschule Steckenborn ist die nächste Grundschule. Schülern mit Gymnasial-, Realschul- oder Hauptschulempfehlung steht die Sekundarschule Nordeifel in Simmerath zur Verfügung.